# 我
Pour les articles homonymes, voir Wǒ.
Wǒ est la transcription en hanyu pinyin du caractère chinois 我, signifiant je (première personne du singulier).
Son caractère Unicode est 6211.